# エルドゥアン・アタライ
エルドゥアン・アタライ（トルコ語: Erdoğan Atalay, 1966年9月22日 - ）はドイツの俳優。トルコ系ドイツ人。ハノーファー生まれ。

## 人物
ハンブルクで俳優の勉強をした後、様々な番組に出演。
1996年にアクション・コンセプト社のドラマ、アウトバーンコップにゼミル・ゲーカーン役で出演し現在も継続。

## 私生活
2004年に女優のアン=マリー・ポルマンと結婚。結婚より前に娘をもうけている。その後2009年に離婚。2012年にメイクアップアーティストのカティヤ・オーネックとの間に男児が生まれている。

## 出演
- 1990年 Musik groschenweise
- 1994年 Die Wache
- 1995年 Doppelter Einsatz
- 1996年 アウトバーンコップ（ゼミル・ ゲーカーン役）
- 1997年 Sperling und der falsche Freund
- 1998年 ザ・クラウン
- 1999年–2000年 Hinter Gittern – Der Frauenknast
- 2000年 Liebe Pur
- 2000年 Maximum Speed
- 2006年 Hammer und Hart
- 2010年 C.I.S. – Chaoten im Sondereinsatz
- 2011年 Geister all inclusive
- 2012年 SOKO 5113
- 2012年 Cindy aus Marzahn und die jungen Wilden